# Kapitan Fracasse (film 1990)
Kapitan Fracasse (wł. Il Viaggio di Capitan Fracassa) – francusko–włoski film przygodowy z 1990 roku w reżyserii Ettorego Scoli, który także współtworzył scenariusz wspólnie z Furio Scarpelli, Vincenzo Cerami, Fulvio Ottaviano i Silvią Scola. Światowa premiera odbyła się 31 października 1990 roku. W rolach głównych wystąpili Marco Messeri, Lauretta Masiero, Tosca D’Aquino oraz Toni Ucci. Film powstał na podstawie powieści Teofila Gautiera o tym samym tytule z 1863 roku.
Tytuł zdobył nagrodę David di Donatello w kategorii „Najlepsza scenografia” w 1991 roku.

## Fabuła
Jest XVIII wiek. Podróżująca grupa artystyczna składająca się z Tyranda (Toni Ucci), Lady Leonarde (Lauretta Masiero), Serafiny (Ornella Muti), Isabelli (Emmanuelle Béart), Zerbiny (Tosca D’Aquino) i Pulcinelli (Massimo Troisi) gubi się w drodze do Paryża. Niesprzyjająca aura zmusza ich do spędzenia nocy w tajemniczym zamku.

## Obsada
- Marco Messeri jako Bruyeres
- Lauretta Masiero jako lady Leonarde
- Tosca D’Aquino jako Zerbina
- Toni Ucci jako Tyrand
- Ornella Muti jako Serafina
- Emmanuelle Béart jako Isabella
- Massimo Troisi jako Pulcinella